# Apple (альбом)
Apple — единственный студийный альбом американской рок-группы Mother Love Bone, вышедший в 1990 году на лейбле Mercury Records уже после трагической смерти фронтмена команды Эндрю Вуда. В диск вошли две песни, уже ранее изданные на EP Shine, эти песни в альбоме стали короче — «Crown of Thorns» на 2 минуты и «Capricorn Sister» — на 1 минуту 39 секунд. В 1992 году альбом занял 34 место в чарте Top Heatseekers журнала Billboard. В 2003 году был ремастирован и переиздан на британском лейбле Lemon Recordings.

## Обзор
В сентябре 1989 года группа отправилась в студию, чтобы сделать запись своего дебютного альбома с продюсером Терри Дэйтом в студии звукозаписи The Plant в Сосалито, Калифорния. Запись альбома закончилась в ноябре 1989 года в London Bridge Studios в Сиэтле. По сравнению с EP Shine, вокал Эндрю Вуда стал более зрелым, похожим по стилю в большой степени на гитариста и певца Марка Болана. «Crown of Thorns» первоначально появилась на Shine, однако в Apple песня пропускает открывающую «Chloe Dancer». Альбом микшировал Тим Палмер. Над оформлением альбома работал фотограф Ленс Мёрсер. Несмотря на некоторые начальные трудности, сессии записи были выполнены вовремя для его выпуска, запланированного на март 1990 года.
К началу 1990 года интерес к группе был поражающим, и это казалось началом будущего успеха группы. За несколько дней до выхода Apple Вуд попал в больницу из-за передозировки героина. После нескольких дней пребывания в коме он умер, из-за чего альбом был выпущен с опозданием в пару месяцев. Позже весь альбом оказался в сборнике 1992 года Mother Love Bone (также известным как Stardog Champion).
В 2005 году Apple занял 462-е место в списке «500 величайших рок- и метал альбомов всех времен» журнала «Rock Hard».

## Список композиций
| №                   | Название              | Текст песни         | Музыка              | Длительность |
| ------------------- | --------------------- | ------------------- | ------------------- | ------------ |
| 1.                  | «This is Shangrila»   | Эндрю Вуд           | Mother Love Bone    | 3:42         |
| 2.                  | «Stardog Champion»    | Эндрю Вуд           | Mother Love Bone    | 4:58         |
| 3.                  | «Holy Roller»         | Эндрю Вуд           | Mother Love Bone    | 4:27         |
| 4.                  | «Bone China»          | Эндрю Вуд           | Mother Love Bone    | 3:44         |
| 5.                  | «Come Bite The Apple» | Эндрю Вуд           | Mother Love Bone    | 5:26         |
| 6.                  | «Stargazer»           | Эндрю Вуд           | Mother Love Bone    | 4:49         |
| 7.                  | «Heartshine»          | Эндрю Вуд           | Mother Love Bone    | 4:36         |
| 8.                  | «Captain Hi-Top»      | Эндрю Вуд           | Mother Love Bone    | 3:07         |
| 9.                  | «Man of Golden Words» | Эндрю Вуд           | Mother Love Bone    | 3:41         |
| 10.                 | «Capricorn Sister»    | Эндрю Вуд           | Mother Love Bone    | 4:19         |
| 11.                 | «Gentle Groove»       | Эндрю Вуд           | Mother Love Bone    | 4:02         |
| 12.                 | «Mr. Danny Boy»       | Эндрю Вуд           | Mother Love Bone    | 4:50         |
| 13.                 | «Crown of Thorns»     | Эндрю Вуд           | Mother Love Bone    | 6:18         |
| Общая длительность: | Общая длительность:   | Общая длительность: | Общая длительность: | 1:01:48      |

| №   | Название                    | Текст песни | Музыка           | Длительность |
| --- | --------------------------- | ----------- | ---------------- | ------------ |
| 14. | «Lady Godiva Blues Special» | Эндрю Вуд   | Mother Love Bone | 3:40         |

## Участники записи
| Mother Love Bone - Эндрю Вуд — вокал, пианино - Джефф Амент — бас-гитара, арт-директор - Стоун Госсард — ритм-гитара - Грег Гилмор — барабаны - Брюс Файрвезер — лид-гитара | Продакшн - Скотт Блоклэнд — ассистент инженера - Брюс Калдер — продакшн (Stargazer) - Марк Деренлей — продакшн (Crown of Thorns) - Боб Людвиг — мастеринг - Ленс Мёрсер — фото - Тим Палмер — микс |